# Acacia huilana
Acacia huilana là một loài thực vật có hoa trong họ Đậu. Loài này được (Britton & Killip) Garcia-Barr. miêu tả khoa học đầu tiên.